# 御石神落とし
『御石神落とし』（みしゃくじおとし）は、永久保貴一原作、増田剛作画による日本の漫画作品。『ヤングアニマル嵐』（白泉社）にて、Vol.15から2007年No.11まで連載された。単行本は白泉社ジェッツコミックスより全8巻。単行本化に際し、連載版とは内容を大幅に改変したものがある。

## あらすじ
大学生の神成豪は民俗学を専攻するごく普通の青年。彼は大学の課題の研究のためにとある地方を訪れた際に、村祭りの場に遭遇する。その村に祀られていた道祖神「御石神様」に憑かれて不思議な能力を身につけてしまい、「生身で過去へ跳ぶ」、曾祖父の茂介や藤原道長などの歴史上の人物に「意識だけ憑依する」といった様々な不思議な現象に遭遇してしまう。

## 登場人物
神成 豪（かんなり たけし）
私立「白泉大学（はくせんだいがく）」社会学部で民俗学を専攻する青年。大学の課題研究のため、ある地方の村祭りの場に遭遇しそこで「御石神（みしゃくじ）」を落としたことから左手首にしめ縄をつけている。しめ縄を外してしまうと豪の股間から御石神様が降臨してしまうため、それを封印するためにしめ縄をつけている。普段は友人や恋人の美幸もいるごく普通の大学生。
現代 美幸（うつしろ みゆき）
豪の恋人で大学の同級生。一時期、豪と上手くいかずサラリーマンの平井弘氏と不倫関係に陥ったりしていた。豪に対する好意は変わらないが、メアリーやアイラなどが纏わりつくようになった理由が分からず怪しんでおり、そうした不安から精神的に落ち込んで「アイゼン教会」というセックス教団に勧誘されてしまったことがあった他、最終章では生霊まで発生させている。また、豪はメアリーやアイラといたす際には基本的に御石神様越しにいたしているのに対して、彼女とは自分の身だけでいたしている。
蔀戸 明美（しとみど あけみ）
美幸が不倫していた平井弘氏の妻。子供が出来てからは3年間も「家族相手にそんな気にはならない」という夫に求められないセックスレス状態に苦しんでいたが、夫の不倫を切っ掛けに離婚。離婚前からセックスレスに関する悩みを語りあうサイト（オフ会はほぼ乱交パーティ）を催しており、特に深刻な問題のある相手に豪の御石神様を当て込んで相談し、ついでに自分も楽しんでいる。
アメリア・スミス / メアリー
アメリカから白泉大学にやって来た留学生。当初、日本人は性に関して貞淑な文化であるという印象を持っていたが、「夜這い」や乱婚などのかつては存在した風習を知りショックを受けていた。西欧人的価値観から浮気や援助交際などの乱れた性関係は許せないらしく、そうした話題を聞くたびに怒っている。豪が好きで、美幸とは恋のライバル。
御石神様による不可思議な現象に自分から飛びこむ好奇心があって、豪には「御石神様にも気に入られているのか?」と思われている。
水珠 アイラ（みずたま アイラ）
趣味で占いサークルを主宰し、大学内では「白泉の母」とも呼ばれる占い師。本来の立場は宗教法人「水珠神社」38代目教主を務める霊能者で、神社内では「珠姫さま」と呼ばれている。美幸を占ったことを切っ掛けに神成に興味を抱き、御石神様を落として見せるというが、彼女自身も神成に惚れてしまう。
最終話では神成から落ちた御石神様に神社の本殿に居座られ、続編作品『えっちの神さま!』では性関係の相談が増えたことが伝えられている。
轟 民江（とどろき たみえ）
神成や美幸、メアリーが参加しているゼミの教授で、性文化を研究する民俗学者。フルネームは続編作品『えっちの神さま!』より。
轟 知帆（とどろき ちほ）
轟教授の孫娘で、生物学研究室に所属している。祖母から豪のことを聞いて興味を持ってはいた。学者肌で御石神様の起こすトラブルに巻き込まれても「珍しい体験をした」と考える。
堤（つつみ）
豪たちと同じゼミを受けている男子学生。大学の授業より合コンに精を出すような軟派だが、女弁護士と組んだ美人局に引っ掛って豪を巻き込む。

### その他
茂介（もすけ）
豪の曾祖父。明治時代中頃の農家に生まれた次男坊。豪が生まれた頃には既に故人だったため面識はなかったが、墓参りした際に意識だけが過去に跳び少年時代（後のエピソードで青年時代）の彼に憑依する。青年時代に憑依した際には次男のため、早苗の家に婿養子に入ることが決まるが、一緒にいたメアリーが早苗に憑依したため、一騒動起きることとなる。
早苗（さなえ）
豪の曾祖母で茂介の妻。茂介とは元々幼馴染だった。2度目の過去体験では巻き込まれたメアリーが憑依してしまった事で茂介との縁談が破談になりかけてしまう騒動を起こす。
茂介との結婚が決まったため夜這のメンバーから外れる事になった際には村の若衆組の男性達が大勢押しかけるなど、男性達から人気があった様子。
一平（いっぺい）
茂介の幼馴染で村の「若衆組（当時の青年団）」同期。調子のいい性格で、メアリーが憑依した早苗に夜這いするが、英語で捲し立てられ「狐が憑いた」と尾ひれの付いた噂をばら撒いた。夜這いの持ち回りでは「若い子好きの古後家」など、少々癖のある女性に好かれる。
杉六（すぎろく）
茂介、一平、早苗たちの幼馴染の少年。周囲の同年代と比べても痩せた体型で貧弱。同い年の少年たちが集まってやった俵運びの練習に参加するが、同期の少年の中で彼だけが俵を持ち上げる事が出来なかったため本番の試験を受けることも無く、村に来ていた猿回し劇団の世話になって村を出た。以後は作中に登場しない。
白菊（しらぎく）
豪が江戸時代にタイムスリップした際に出会った遊女。禿立ち出身のいわゆるエリートコースの遊女だが、過去になんらかのトラウマがあるのか、「目交わっている男女がカエルに見えていたすことができない」という遊女としては致命的な欠点がある。水揚げ（客と床入りする遊女の初仕事）の際に過度の緊張からお客（榊のご隠居）の前で嘔吐してしまうという大失態を犯してしまった。
梅川（うめかわ）
白菊の先輩遊女で人気女郎。白菊が上記の失態を起こして他の女郎達にいびられている場に遭遇した際に白菊を庇った。後に大店の主人の後妻として身請けされた。
榊のご隠居（さかきのごいんきょ）
白菊を水揚げしようとした客。白菊が嘔吐してしまった際は女将や店主らに、白菊を緊張させてしまった自分が悪いと白菊を庇った。
倉地政之助（くらち まさのすけ）
江戸明和年間の武士。幕府に仕える御家人で役職は「御休息御庭者支配（いわゆる御庭番）」の頭領。明和三美人の1人「笠森お仙」に懸想していたところ御石神さまの力で豪が憑依した。結婚を申し込むための誘いを掛けることが出来ず悶々としていたが、豪によって家に呼ぶことに成功する。ここまでの話だとへたれているように見えたが、町人であるお仙が自分の許に嫁ぐことが出来るよう段取りはしっかり組んでいた。
藤原道長（ふじわら の みちなが）
平安時代の公家。摂政を務めた藤原兼家の息子とはいえ立場は三男と出世は難しい身の上だったが、豪が憑依する。美幸の生霊が憑依した正妻・倫子やメアリーの憑依した紫式部、知帆が憑依した按察使大納言の娘（虫愛ずる姫君）と関わることとなる。
愛染 カズマ（あいぜん カズマ）
SEX教団「アイゼン教会」の教祖。若い女性達を勧誘し、教団施設内で性技を教え込んでいた。「SEX教団」と言っても、SEXをタブー視することなく、人間の営みの一部であり大いなる悦びなのだと教えているうちにカリスマ化されたことで愛染自身も道を見失っていた。美幸やアイラが館に囚われたことから神成扮する「ドーソマン（衣装の提供は水珠神社）」との騒ぎを経て教会は解散し、姿を消した。愛染本人が女性達と実際に性関係を持つことはなかったことが後に明かされている。敗北を認めつつも、捲土重来を語っていたが「えっちの神さま」ラストでドーソマンの仮面を持った姿が描かれている。

## 書誌情報
- 原作：永久保貴一・作画：増田剛『御石神落とし』白泉社〈ジェッツコミックス〉、全8巻
  1. 2004年9月29日発売、ISBN 4-592-13337-4[1]
  2. 2005年6月29日発売、ISBN 4-592-13448-6[2]
  3. 2005年10月28日発売、ISBN 4-592-13449-4[3]
  4. 2006年3月29日発売、ISBN 4-592-13450-8[4]
  5. 2006年9月29日発売、ISBN 4-592-14365-5[5]
  6. 2007年1月29日発売、ISBN 978-4-592-14366-6[6]
    - 読切作品『悪魔ッコ』収録。

  7. 2007年5月29日発売、ISBN 978-4-592-14367-3[7]
  8. 2008年1月29日発売、ISBN 978-4-592-14368-0[8]

## 参考資料
- 西岡秀雄 - 「図説 性の神々」
- 赤松啓介 - 「夜這いの性愛論」「夜這いの民俗学」「非常民の民俗文化」「非常民の性民俗」ほか。
- 池田弥三郎 - 「性の民俗誌」
- 藤林貞雄 - 「性風土記」
- 芳賀日出雄 - 日本発見「祭り」・「花祭りの里」
- 下出積興 - 「白山信仰」
- 三砂ちづる - 「オニババ化する女たち」
- 奈良林祥 - 「ART OF SEX -性の芸術-」
- 佐藤常雄・大石慎三郎 - 「貧農史観を見直す」
- 大藤修 - 「日本史リブレット39 近世村人のライフサイクル」
- 湯沢雍彦 - 「明治の結婚 明治の離婚」
- 歴史学研究会・日本史研究会編 - 「日本史講座8 近代の成立」